# Dolenja Podgora
Dolenja Podgora je naselje u slovenskoj Općini Črnomelju. Dolenja Podgora se nalazi u pokrajini Dolenjskoj i statističkoj regiji Jugoistočnoj Sloveniji. 

## Stanovništvo
Prema popisu stanovništva iz 2002. godine naselje je imalo 12 stanovnika.